# Gaston de Foix-Béarn (1362-1380)
Pour les articles homonymes, voir Gaston de Foix.
Gaston de Foix-Béarn, né en 1362 probablement à Orthez et mort en 1380 au château de Moncade à Orthez, est un prince béarnais. Il est l'unique enfant légitime de Gaston III de Foix-Béarn, dit Fébus, et d'Agnès de Navarre. Il participe, en 1380, à un complot visant à tuer son père Fébus. Démasqué, il est emprisonné au château de Moncade, puis probablement assassiné par son père.

## Biographie
Gaston de Foix-Béarn nait en 1362, probablement à Orthez. Il est l'unique enfant légitime du couple formé par Fébus et Agnès de Navarre. Quelques semaines après sa naissance, Agnès est répudiée par Fébus, sous prétexte d'une dot non payée. Gaston est élevé à la cour d'Orthez sans sa mère, retournée à Pampelune.
L'héritier Gaston apparaît plusieurs fois dans les chroniques, en mars 1374 un mariage est projeté pour lui et la fille du duc de Lancastre. En 1376 Gaston apparaît dans l'armée que monte Fébus. Il occupe un rôle mineur dans cette armée, surtout comparé à Yvain, fils illégitime de Fébus, mais que la tradition présente comme son enfant préféré.
Gaston réapparaît lors de son mariage en 1379 avec Béatrice d'Armagnac, fille de Jean II d'Armagnac, afin de sceller la paix entre les deux familles ennemies. Le mariage est célébré le 19 avril 1379, en l'absence de Fébus, et dans des conditions particulièrement modestes pour un prince héritier de son rang.
Mécontent de sa situation, Gaston de Foix-Béarn participe à un complot en 1380 afin d'éliminer son père. Le complot est notamment partagé avec Charles II de Navarre, son oncle, et l'évêque de Lescar, Odon de Mendousse. Gaston doit administrer un poison à son père pour prendre sa place à la tête de la maison Foix-Béarn. Il est démasqué avant d'avoir pu passer à l'acte, et emprisonné au château de Moncade entre fin juillet et début août 1380. La suite des évènements n'est pas connue précisément, les récits faits par Jean Froissart et Jean Jouvenel des Ursins présentent chacun des incohérences. Gaston meurt durant ce drame d'Orthez, probablement de la main de son père.